# أداة معالجة النصوص
أداة معالجة النصوص (Text Processing Utility) يرمز لها بـ TPU كانت اللغة التي طورتها شركة المعدات الرقمية (Digital Equipment Corporation) لتطوير محررات النصوص. في عام 1986، طورت الشركة إصدار جديد من EDT مكتوبة بأداة معالجة النصوص. ووزعت أداة معالجة النصوص في نظام الذاكرة الافتراضية المفتوح (OpenVMS). وصممت للاستخدام في الـ terminal أو الـ console، وبذلك لا يكون هناك حاجة لتثبيت DECwindows لكي تعمل.
من بين الأمو الأخرى يقوم محرر اللغة الحساسة (Language-Sensitive editor) ومحرر متعدد الاستخدام والقابل للتوسعة (Extensible Versatile editor) باستخدام أداة معالجة النصوص.

## وصلات خارجية
- دليل لأداة معالجة النصوص من DEC
- DEC دليل المستخدم لأداة معالجة النصوص